# Годлевський Едуард Вікентійович
Едуард Вікентійович Годле́вський (нар. 9 липня 1912, Жлобин — пом. 29 квітня 1994, Луганськ) — український художник театру і графік; член Організації молоді асоціації художників революції у 1928—1929 роках та Спілки радянських художників України.

## Біографія
Народився 26 червня [9 липня] 1912 року у місті Жлобині (нині Гомельська область, Білорусь). Упродовж 1927—1931 років навчався у Вітебському художньому технікумі, де його викладачами були зокрема Валентин Волков, Михайло Керзін. Дипломна робота — ескізи декорацій до п'єси «Рейки гудуть» Володимира Киршона.
Протягом 1933—1939 років жив у Мінську, працював головним художником при Раді народних комісарів Білоруської РСР. У 1940—1948 роках працював у Саранську; у 1949—1955 роках — у містах Красноярського краю; з 1956 року — у Ворошиловграді, художником художньо-виробничих майстерень Ворошиловградського відділення Художнього фонду України. Жив у Ворошиловграді/Луганську в будинку на 15-й лінії, № 19, квартира № 84. Помер у Луганську 29 квітня 1994 року.

## Творчість
Працював у галузі театрально-декораційного, оформлювального та декоративного мистецтва, книжкової графіки. Серед робіт:
- оформлення колон делегацій Білоруської РСР на Всесоюзних фізкультурних парадах у Москві (1937—1939);
- «Стіл колгоспного достатку» (подарунок Москві) (1946).

оформлення вистав
- «Платон Кречет» Олександра Корнійчука (1947; Мордовський драматичний театр);
- «Гроза» Олександра Островського  (1947; Мордовський драматичний театр);
- «На золотому дні» Дмитра Маміна-Сибіряка (1956; Ворошиловградський народний театр тепловозобудівників);
- «Розлом» Бориса Лавреньова (1957; Ворошиловградський народний театр тепловозобудівників);
- «Іван Сусанін» Михайла Глінки (1958; Ворошиловградський народний театр тепловозобудівників);
- «В степах України» Олександра Корнійчука (1960; Ворошиловградський народний театр тепловозобудівників);
- «Іркутська історія» Олексія Арбузова (1960; Ворошиловградський російський драматичний театр);
- «Піднята цілина» за романом «Піднята цілина» Михайла Шолохова (1964; Харківський російський драматичний театр).

ілюстрація книг
- «Сліди завжди залишаються» Федора Грецького (1960);
- «Його сторінки» Федора Ляха (1961).

Персональна виставка робіт художника відбулася у Ворошиловграді у 1962 році. Брав участь у всеукраїнських виставках з 1963 року. 

## Відзнаки
- Почесна грамота Президії Верховної Ради Мордовської АРСР;
- Заслужений художник УРСР з 1977 року.